# Гран-Бульвар (станция метро)
Гран Бульвар (фр. Grands Boulevards) — двухуровневая станция Парижского метрополитена на линиях 8 и 9, расположенная на участке под Гран Бульвар. 

## Особенности конструкции
Участок Ришельё - Друо — Репюблик проходит под Гран Бульвар в виде двухуровневых тоннелей: по верхнему уровню проходит линия 8, по нижнему — линия 9. Верхний уровень выполнен в виде односводчатой станции, оба уровня поделены между путями стеной.

## История
- Участок под Гран Бульвар строился в два этапа, так как по нему проходят два пусковых участка разных линий. Первым открылся верхний уровень в составе участка Ришельё — Друо — Порт-де-Шарентон линии 8, открытие состоялось 5 мая 1931 года. 10 декабря 1933 года открылся нижний уровень участка в составе линии 9 (пусковой участок Ришельё — Друо — Порт-де-Монтрёй).
- До 1998 года станция назвалась "Рю Монмартр". Переименование связано с программой экс-мэра Парижа Жана Тибери по обновлению Гран Бульвар, а также с тем, что старое название не ассоциировалось с парижским районом Монмартр у туристов.
- Пассажиропоток по входу в 2011 году, по данным RATP, составил 6 826 718 человек[3]. В 2013 году пассажиропоток вырос и составил 7 092 775 человек, что вывело станцию на 39 место по данному показателю[4].